# Dakar (region)
Dakar – jeden z regionów w Senegalu położony w zachodniej części tego państwa. Jego inną nazwą jest Diiwaanu Ndakaaru. Stolicą regionu jest miasto Dakar.